# 下谷二助
下谷 二助（しもたに にすけ、1942年 - ）は東京出身のイラストレーター。

## 経歴
南多摩生まれ。高校を2年で中退してデザインスクールという専門学校に入り、教師の紹介で銀座の小さな広告代理店「東成社」に勤めると共に夜間部へ転じ、卒業と同時に会社を退社。カレンダー展入賞を経て鶯谷のデザイン事務所に入り、同年、日本宣伝美術会で奨励賞を受賞。22歳頃にこのデザイン事務所を退職し、以後フリーとなる。
1990年、講談社出版文化賞さしえ賞受賞。1991年、年鑑日本のイラストレーション作家賞受賞。
32歳からネズミ捕り器やバケツといった世界の雑貨を蒐集。「素朴な雑貨へのレクイエム・バケツ展」（1987年）、「いちばんラクな姿勢の研究展」（1991年）、「ニスケは何を考えているのか展」（1992年）、「ネズミ捕り器の新しい設計図展」（1993年）、「人じん展」「ギク展」（1997年）、4人の女性イラストレーターとのコラボレーション「下谷二助と東西南北展」（2001年）、「風劇、雨劇、火劇、展」（2004年）など自らのコレクションの展覧会を多数開催している。

## 著書
- 『ネズミ事師の仕事と生活』（情報センター出版局）
- 『赤いさだめ』（情報センター出版局）
- 『きみのからだが進化論』（農文協）黒田弘行との共著、全5巻
- 『きみのからだが地球環境』（農文協）小原秀雄との共著、全5巻
- 『だって…』（国土社）石津ちひろとの共著
- 『だって…学校の巻』（国土社）石津ちひろとの共著
- 『しゃべる肉体』（講談社）石津ちひろとの共著
- 『くわずにょうぼう』（フェリシモ）二宮由紀子との共著
- 『三枚のカード』（フェリシモ）谷川俊太郎との共著
- 『あっかんべえ』（旬報社）松兼功との共著
- 『いつもいつもそうかな』（鈴木出版）内田麟太郎との共著
- 『描く書くしかじか』（旬報社）
- 『ニスケダイジェスト』（HBギャラリー）
- BOX絵草紙シリーズVOL.1『幕末ヒーロー伝』坂本龍馬（アートン）大友博との共著

## テレビ放映作品
- NHK母と子のテレビ絵本『人間になりたがった猫』（ロイド・アリグザンダー原作）1991年
- NHKハイビジョン『絵草紙幕末ヒーロー伝』第5話『坂本龍馬』2002年